# V.42
V.42 Postupy oprav chyb pro UZD používající konverzi z asynchronního na synchronní přenos je doporučení CCITT poprvé publikované v listopadu 1988, které definuje protokol provádějící opravy chyb vzniklých při přenosu dat mezi modemy. Jeho funkce spočívá v tom, že v případě ztráty jednoho nebo více datových paketů přijímač vyšle okamžitě žádost o opakování jeho přenosu.
Protokol standardu V.42 zásadně mění kvalitu datového okruhu z nespolehlivého, na okruh, který poskytuje spolehlivý přenos dat. Opakování přenosu chybných paketů ale způsobuje, že dobu potřebnou pro přenos dat bez chyb nelze zaručit.
Po roce 1993 spravuje V.42 ITU-T. Většina modemů pro komutované linky (anglicky dial-up) vyrobených po roce 1995 má podporu protokolu V.42.

## Funkce
Modem (UZD) pracující podle standardu V.42 používá při komunikaci s počítačem (KZD) arytmický sériový přenos; při komunikaci se vzdáleným modemem však používá synchronní přenos. Data přenáší v rámcích LAPM, který je variantou protokolu High-Level Data Link Control (HDLC).